# Patrimoni dell'umanità del Sudan
I patrimoni dell'umanità del Sudan sono i siti dichiarati dall'UNESCO come patrimonio dell'umanità in Sudan, che è divenuto parte contraente della Convenzione sul patrimonio dell'umanità il 6 giugno 1974.
Al 2022 i siti iscritti nella Lista dei patrimoni dell'umanità sono tre, mentre quindici sono le candidature per nuove iscrizioni. Il primo sito iscritto nella lista è stato nel 2003 Gebel Barkal e siti della regione di Napata, durante la ventisettesima sessione del comitato del patrimonio mondiale. Otto anni dopo, nella trentacinquesima sessione, i siti archeologici dell'isola di Meroe sono divenuti il secondo sito sudanese riconosciuto dall'UNESCO. Il terzo patrimonio è costituito dal complesso del Parco nazionale marino di Sanganeb e Parco nazionale marino della baia di Dungonab - isola di Mukkawar, incluso nella lista nel 2016 dalla quarantesima sessione del comitato. Due siti sono considerati culturali, secondo i criteri di selezione, uno naturale.

## Siti del Patrimonio mondiale
| Foto | Sito                                                                                                   | Luogo     | Tipo                                 | Anno | Descrizione |
| ---- | --- | --------- | ------------------------------------ | ---- | --- |
|      | Gebel Barkal e siti della regione di Napata                                                            | Karima    | Culturale (1073; i, ii, iii, iv, vi) | 2003 | Questi cinque siti archeologici, che si estendono per più di 60 km nella valle del Nilo, sono testimonianza delle culture di Napata (900-270 a.C.) e Meroitica (270 a.C.-350 d.C.), del secondo regno di Kush. Sul sito si trovano tombe, con e senza piramidi, templi, complessi abitativi e palazzi. Fin dall'antichità, la collina di Gebel Barkal è stata fortemente associata alle tradizioni religiose e al folclore. I templi più grandi sono ancora considerati dalla popolazione locale come luoghi sacri. |
|      | Siti archeologici dell'isola di Meroe                                                                  | Shendi    | Culturale (1336; ii, iii, iv, v)     | 2011 | I siti archeologici dell'isola di Meroe, un paesaggio semidesertico tra i fiumi Nilo e Atbara, era il cuore del regno di Kush, una grande potenza dall'VIII secolo a.C. al IV secolo d.C. Il sito è costituito dalla città reale dei re kushiti a Meroe, vicino al fiume Nilo, dal vicino sito religioso di Naqa e da Musawarat es Safra. Fu la sede dei sovrani che occuparono l'Egitto per quasi un secolo e presenta, tra le altre vestigia, piramidi, templi ed edifici domestici, nonché importanti installazioni legate alla gestione dell'acqua. Il loro vasto impero si estendeva dal Mediterraneo al cuore dell'Africa, e il sito testimonia lo scambio tra l'arte, le architetture, le religioni e i linguaggi di entrambe le regioni. |
|      | Parco nazionale marino di Sanganeb e Parco nazionale marino della baia di Dungonab - isola di Mukkawar | Mar Rosso | Naturale (262; vii, ix, x)           | 2016 | Il sito è composto da due aree separate: Sanganeb è una struttura isolata di barriera corallina e l'unico atollo nel Mar Rosso centrale, a 25 km dalla costa del Sudan. Il secondo componente del sito è costituito dalla baia di Dungonab e dall'isola di Mukkawar, situata a 125 km a nord di Port Sudan. Comprende un sistema molto diversificato di barriere coralline, mangrovie, praterie di fanerogame, spiagge e isolotti. Il sito fornisce un habitat per popolazioni di uccelli marini, mammiferi marini, pesci, squali, tartarughe e mante. La baia di Dungonab ospita anche una popolazione di dugonghi significativa a livello mondiale.                                                                                            |

## Siti candidati
| Foto | Sito                                                                              | Luogo                                                | Tipo                                 | Anno       | Descrizione |
| ---- | --------------------------------------------------------------------------------- | ---------------------------------------------------- | ------------------------------------ | ---------- | --- |
|      | Suakin                                                                            | Suakin                                               | Culturale (646)                      | 01/09/1994 | Suakin fu un porto molto importante sul Mar Rosso durante il Medioevo e l'Impero ottomano. Contiene antiche case e moschee molto belle, alcune delle quali sono parzialmente conservate fino all'altezza del 2º piano. |
|      | Kerma                                                                             | Karmah                                               | Culturale (651)                      | 01/09/1994 | Kerma fu la capitale del paese durante il periodo noto come Cultura di Kerma (III millennio - II millennio a.C.). Contiene i resti di un centro storico caratterizzato da un singolare edificio (tempio) di mattoni di fango conservato fino a 19 m di altezza, conosciuto localmente come il "Deffufa occidentale", oltre ad un vasto cimitero con cappella funeraria in laterizio (il Deffufa orientale). |
|      | Antica Dongola                                                                    | Dongola                                              | Culturale (652)                      | 01/09/1994 | L'antica Dongola fu la capitale del regno cristiano di Makuria (VII-XIV secolo). Il sito contiene molte chiese, piazze, case e moschee. Le pareti di alcuni edifici sono decorate con affreschi molto pregiati. |
|      | Parco nazionale del Wadi Howar                                                    | Darfur Settentrionale                                | Naturale (1951; vii, viii, ix, x)    | 28/09/2004 | Il Wadi Howar è una delle caratteristiche naturali più straordinarie del sud-est del Sahara. Istituito il 18 luglio 2001, con un'area di 100 mila km², è uno dei più grandi parchi nazionali del mondo, con flora diversificata e caratteristiche geologiche eccezionali tra cui il paesaggio vulcanico e craterico delle colline di Meidob e il complesso di Gebel Rahib. Esistono anche numerosi paleolaghi e grandi campi attivi di barcane. Vi vivono anche gazzelle dorcadi, capre berbere, struzzi e altri animali. Il wadi era il più grande affluente del Nilo dal Sahara tra 9500 e 3000 anni prima del presente. |
|      | Parco nazionale del Dinder                                                        | Gadaref, Nilo Azzurro, Sennar                        | Naturale (6515; vii, ix, x)          | 02/02/2021 | Il parco nazionale del Dinder come area spartiacque, controlla l'erosione idrica e il ciclo dei nutrienti e crea terreni fertili sulle rive dei fiumi per la rigenerazione delle piante e la produzione di colture. Funge da banca dei semi per le piante che non si trovano altrove. Il Dinder è un'isola di una varietà di fauna e flora della regione: ospita comunità floreali e faunistiche uniche nei suoi tre tipi di ecosistema. La caratteristica più sorprendente del parco è la presenza di zone umide (maya). |
|      | Parco nazionale del Gebel Dair                                                    | Er Rahad                                             | Naturale (6516; vii, ix, x)          | 02/02/2021 | Gebel Dair è importante per gli eccezionali valori naturali, socioeconomici e culturali. È un'area ricca di biodiversità, conta più di 112 specie vegetali tra cui 96 piante medicinali e aromatiche. Le uniche foreste naturali intatte rimaste nella parte orientale del Kordofan settentrionale si trovano nel Gebel Dair. Gebel Dair è unico per la sua posizione nell'ambiente semi-arido e poiché costituisce anche un'area spartiacque, fonte d'acqua essenziale in tale ecosistema pre-desertico. |
|      | Parco nazionale del Gebel Hassania                                                | Nilo                                                 | Naturale (6517; vii, ix, x)          | 02/02/2021 | Questo habitat desertico fornisce la protezione a diverse specie in via di estinzione e alle rare capre berbere. Lo stagno di Gagdool si trova nella parte meridionale della montagna. Gli uadi, specialmente quelli provenienti da ovest, sono l'habitat principale per le gazzelle, le rare erbe del deserto, gli arbusti e le acacie. Le spettacolari dune di sabbia che si trovano nella parte meridionale forniscono riparo alle gazzelle in fuga dal bracconaggio. La vicinanza del parco alle famose piramidi meroitiche di Begarawiyah offre la possibilità di aree complementari per l'ecoturismo. |
|      | Parco nazionale di Radom                                                          | Darfur Meridionale (Kafia Kingi)                     | Naturale (6518; vii, ix, x)          | 02/02/2021 | L'importanza globale di Radom deriva dalla sua posizione geofisica che inizia a un'altitudine più elevata dell'altopiano del Congo formando un sistema di spartiacque da cui gli affluenti scendono nella città di Radom per formare il sistema del Bahr Al Arab. Fiumi, ruscelli e stagni permanenti coprono gran parte della riserva, che è caratterizzata da una savana boscosa ad alta piovosità. |
|      | Jebel Marra / Deriba Caldera (lago craterico)                                     | Darfur Centrale                                      | Naturale (6519; vii, viii, ix, x)    | 02/02/2021 | La caratteristica distintiva di Jebel Marra è l'alto vulcano (3042 m s.l.m.) che offre un terreno migliore, una temperatura più bassa e una piovosità maggiore rispetto alle zone aride e della savana intorno alle montagne. Il Jebel Marra è costituito da un grande cratere, una cavità di 5 chilometri di raggio, sotto la vetta, che contiene due depressioni vulcaniche a forma di bacino chiamate caldera. La splendida vista della caldera vulcanica di Jebel Marra mostra la bocca crollata dell'antico vulcano che forma gli attuali due laghi. |
|      | Monumenti del Regno di Kerma e Dokki Geil                                         | Karmah                                               | Culturale (6594; i, ii, iii, iv, v)  | 01/02/2022 | I Monumenti del Regno di Kerma hanno un significato storico per la comunità sudanese essendo il primo Regno di Kush. La città di Kerma è caratterizzata da un'architettura ben sviluppata che includeva difese elaborate, un importante quartiere religioso situato al centro e innumerevoli edifici domestici, magazzini, complessi amministrativi e industriali. I resti della capitale circondano il Deffufa occidentale, un grande tempio in mattoni di fango alto attualmente 18 m, che circondato dal quartiere religioso domina il sito. Un vasto cimitero si trova a est della città e contiene tumuli funerari reali, cappelle funerarie e templi, in particolare quello del Deffufa orientale. Un chilometro a nord della capitale nubiana si conservano i resti di una straordinaria città cerimoniale di Dokki Geil, fondata dai faraoni egizi della XVIII dinastia dopo la distruzione di Kerma. |
|      | Isola di Sai                                                                      | Nord                                                 | Culturale (6595; ii, iii, iv)        | 01/02/2022 | L'isola di Sai è una testimonianza eccezionale che ha fornito prove della prima occupazione umana in questa parte dell'Africa, in particolare dell'Homo erectus e dell'Homo sapiens. Ha fornito prove del primo uso del colore nel mondo. Sai è uno dei siti chiave in Sudan per illustrare il periodo di massimo splendore della civiltà egizia in Nubia durante il II millennio a.C., ma anche l'adattamento specifico dello stile di vita egiziano da parte degli indigeni nubiani al substrato locale di una cultura nubiana unica sopravvissuta nel corso dei secoli. Sai mostra la continuità dei monumenti e dell'occupazione meglio conservati dalla preistoria al periodo ottomano. |
|      | Tempio di Soleb                                                                   | Soleb                                                | Culturale (6596; ii, iii, iv)        | 01/02/2022 | Il Tempio di Soleb è un edificio unico in Nubia che riflette la coesistenza di divinità egizie e nubiane ritratte nelle pareti del tempio. Il tempio è una testimonianza unica del cambiamento delle credenze dal dio Amon al dio Aten. |
|      | Banganarti                                                                        | Dongola                                              | Culturale (6597; ii, iii, iv, v)     | 01/02/2022 | Banganarti è un esempio unico di architettura bizantina in Nord Africa. Ha ospitato il Raphaelion che può essere considerato un monumento unico nella Nubia cristiana e ha fornito un'eccezionale opportunità per studiare la pratica del pellegrinaggio nubiano nel suo contesto archeologico. |
|      | Villaggio di El Khandaq                                                           | El Khandaq                                           | Culturale (6598; ii, iii, iv)        | 01/02/2022 | El Khandaq è stata descritta dai primi viaggiatori come una delle città meglio costruite della Nubia. El Khandaq presenta un esempio unico di edifici a due piani in mattoni di fango, che ospitavano le famiglie dei ricchi mercanti. La città è dominata dal forte noto come Gaila Qaila (il forte rosso) che risale al periodo cristiano e continuò a essere utilizzato fino all'era islamica. |
|      | Parco nazionale del Wadi Howar - Gala Abu Ahmed (sito misto culturale e naturale) | Darfur Settentrionale, Kordofan Settentrionale, Nord | Misto (6599; ii, iii, v, vii, ix, x) | 01/02/2022 | Il parco presenta una flora diversificata e caratteristiche geologiche eccezionali, tra cui il paesaggio vulcanico e craterico delle colline di Meidob, il complesso di Jebel Rahib, numerosi paleolaghi e grandi campi attivi di barcane. Ospita anche gazzelle dorcadi, capre berbere, struzzi e altri animali. Sono stati documentati più di 2400 siti archeologici e il monumentale Gala Abu Ahmed, che forniscono prove di insediamenti umani e ampi contatti culturali interregionali tra il VI e il I millennio a.C.. |